# Adiantum capillus-veneris
Adiantum capillus-veneris é uma espécie de pteridófita do género Adiantum, família Pteridaceae.
Os seus nomes comuns são aivenca, avenca, avenca-das-fontes, avenca-de-montpellier, cabelo-de-vénus, capilária, capilária-de-montpellier ou lágrima-de-sangue.
Não se encontra protegida por legislação portuguesa ou da Comunidade Europeia.

## Descrição

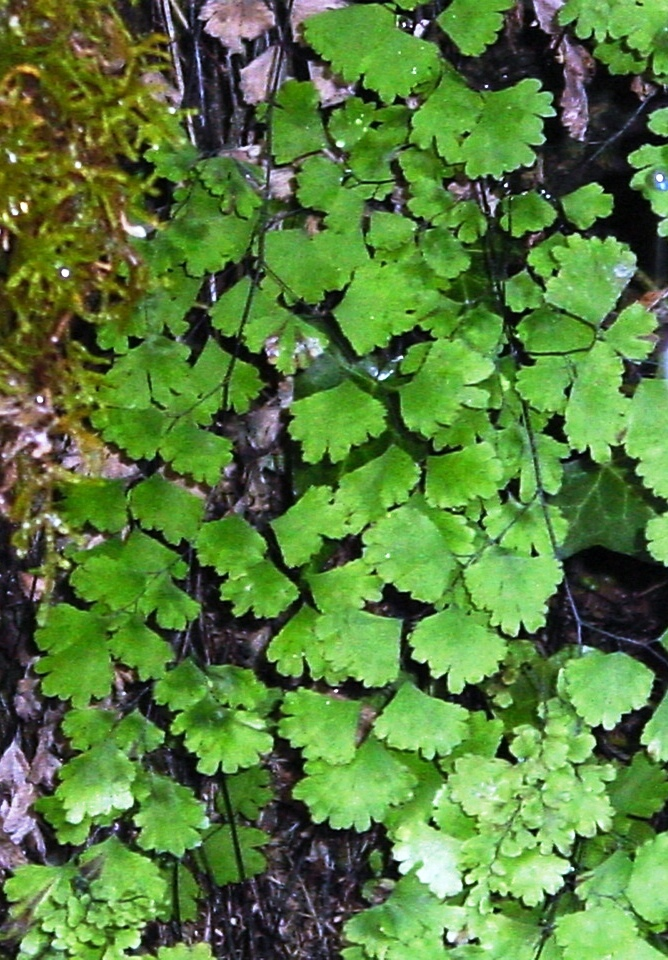

É um pequeno feto vivaz que alcança os 10-40 cm de altura. Com caule reto e fronde finamente pinada com pecíolo negro.

## Distribuição e habitat
Possui uma distribuição cosmopolita, sendo nativo do Oeste e Sul da Europa, África, América do Norte e América Central. Frequente em muros, grutas e a junto a margens de ribeiros. É comum como planta ornamental.
É uma espécie nativa de Portugal continental, Açores e Madeira. Habita as fendas das rochas, dos poços e dos muros, em locais húmidos e sombrios.

## Princípios activos
Ácido gálico e ácido tânico, traços de óleos essenciais, abundantes mucilagens, flavonóides.

### Usos
Actua como demulcente, possui efeito anti-inflamatório, béquico, mucolítico e expectorante.
Serve como desintoxicante em casos de embriaguez, de acção galactogoga, anti-furfurácea, segundo alguns autores diaforético. adstringente, emoliente, diurético, emenagogo.
Indicado para faringite, bronquite, catarros, asma, cistite, uretrite. Uso tópico para dermatite, estomatite, gengivite, periodontopatias, vulvovaginite.
Usado como substituto do chá. Desde a Grécia Antiga usado para combater a queda de cabelo, triturado e misturado com azeite ou vinagre.

## Taxonomia
Trachypteris capillus-veneris foi descrita por Lineu e publicada em Species Plantarum 2: 1096. 1753.

## Sinonímia
- Adiantum formosum R.Br.
- Adiantum michelii H.Christ
- Adiantum modestum Underw.
- Adiantum remyanum Esp.Bustos
- Adiantum schaffneri E.Fourn.[5]
  - f. rimicola (Sloss.) Fernald
- Adiantum rimicola Sloss.